# غبيرا (نغار بردسير)
غبيرا (بالفارسية: غبیرا) هي قرية تقع في إيران في البلدة المركزية. يقدر عدد سكانها بـ 434 نسمة بحسب إحصاء 2016.